# Xerocladia viridiramis
Xerocladia viridiramis är en ärtväxtart som först beskrevs av William John Burchell, och fick sitt nu gällande namn av Paul Hermann Wilhelm Taubert. Xerocladia viridiramis ingår i släktet Xerocladia och familjen ärtväxter. Inga underarter finns listade i Catalogue of Life.